# Протесты на Северном Кипре (2011)
Антитурецкие акции протеста в Северном Кипре (2011) — серия массовых демонстраций против политики Турции в отношении населения Северного Кипра, проходивших в северной части Никосии.
Первая манифестация прошла 28 января 2011 года и вызвала враждебную реакцию со стороны турецкого премьер-министра Реджепа Тайипа Эрдогана и турецкого общества, после чего турки-киприоты организовали второй и третий митинг 2 марта и 7 апреля 2011 года. Среднее количество протестующих было около 50—80 тысяч человек. Учитывая, что по данным переписи население Северного Кипра составляло около 290 тысяч человек, эти манифестации турецких киприотов стали крупнейшими после оккупации.
Протестующие несли флаги Республики Кипр с баннерами, требующими воссоединения острова, и плакатами, осуждающими экономические, культурные и социальные притеснения турок-киприотов Турцией. На последней демонстрации были предприняты неудачные попытки повесить флаг Республики Кипр на турецком посольстве. Турция жёстко критиковала протестантов из-за агрессивных лозунгов, которые выдвигались против Турции и турецкого присутствия на Кипре.